# New Millford
New Millford – wieś w Stanach Zjednoczonych, w stanie Illinois, w hrabstwie Winnebago.